# Teorie množin
Teorie množin je matematická teorie, která se zabývá studiem množin. Množina je buď souhrn nějakých prvků (přičemž nezáleží na jejich pořadí), anebo nějaká matematická formalizace tohoto konceptu.
Teorie množin, která vychází z intuice a zachází s množinami jako se soubory nějakých objektů, se nazývá naivní teorie množin. Kromě ní existují axiomatické teorie množin, které přesně formulují vlastnosti množin několika axiomy a z nich (bez využití intuice či dalších předpokladů) odvozují další vlastnosti množin pomocí matematické logiky. Ve většině těchto teorií je možné zkonstruovat všechny běžně používané matematické objekty (tj. reálná čísla, funkce, uspořádané dvojice atd.) jako množiny.

## Historie teorie množin
Za praotce teorie množin lze považovat Bernarda Bolzana. Ve své knize Paradoxy nekonečna z poloviny 19. století se věnuje vlastnostem nekonečných objektů. Významný vliv měl dále Georg Cantor, který během druhé poloviny 19. století položil základy teorie množin jako samostatné matematické disciplíny. Cantorovská teorie množin se specificky zabývala především nekonečnými množinami čísel a pojem množina chápala jako soubor objektů, u kterého lze jednoznačně rozhodnout, které objekty do něj patří a které nikoliv. Často je dnes nazývána naivní teorií množin.
Rychlý rozvoj této matematické disciplíny vedl na přelomu 19. a 20. století k objevení paradoxů intuitivní teorie množin (Russellův paradox, Burali-Fortiho paradox), což vedlo k axiomatizaci teorie množin. Z axiomatických systémů, které vznikly, jsou dnes nejběžněji používané Zermelova–Fraenkelova teorie množin a Von Neumannova–Bernaysova–Gödelova teorie množin.

## Symboly teorie množin
Následuje seznam základních symbolů, které požívá jazyk teorie množin.[zdroj?]
- {\displaystyle \emptyset ,\{\}} — prázdná množina (neobsahující žádné prvky)
- {\displaystyle \,\{a,b,c\}} — množina obsahující právě vyčtené prvky — v tomto případě obsahuje tři prvky {\displaystyle a,b,c}
- Pokud {\displaystyle V(x)} je výrok obsahující volnou proměnnou {\displaystyle x} a {\displaystyle a} je množina, je {\displaystyle \,\{x\in a:V(x)\}}, resp. {\displaystyle \,\{x\in a;V(x)\}} nebo {\displaystyle \,\{x\in a|V(x)\}} množina obsahující právě všechny prvky {\displaystyle x}, které jsou v {\displaystyle a} a pro které platí výrok {\displaystyle V}

Operační symboly:
- {\displaystyle a\cup b} — sjednocení dvou množin: {\displaystyle a\cup b=\{x:x\in a\vee x\in b\}}
- {\displaystyle a\cap b} — průnik dvou množin: {\displaystyle a\cap b=\{x:x\in a\land x\in b\}}
- {\displaystyle \bigcup a} — sjednocení všech prvků {\displaystyle a}: {\displaystyle \bigcup a=\{x:(\exists y)(x\in y\land y\in a)\}}
- {\displaystyle \bigcap a} — průnik všech prvků {\displaystyle a}: {\displaystyle \bigcap a=\{x:(\forall y)(y\in a\Rightarrow x\in y)\}}

Relační symboly:
- {\displaystyle a\subseteq b} — množina {\displaystyle a} je podmnožinou množiny {\displaystyle b}, obsahuje pouze prvky z {\displaystyle b} — {\displaystyle (\forall x)(x\in a\Rightarrow x\in b)}
- {\displaystyle a\in b} — množina {\displaystyle a} je prvkem množiny {\displaystyle b}
- {\displaystyle a=b} — množiny {\displaystyle a} a {\displaystyle b} jsou shodné, mají stejné prvky — {\displaystyle (\forall x)(x\in a\Leftrightarrow x\in b)}

## Naivní teorie množin
Jako naivní teorie množin je dnes označována původní teorie množin vytvořená Georgem Cantorem v druhé polovině 19. století. Název naivní je používán pro zdůraznění protikladu mezi Cantorovým intuitivním pojetím pojmu množina a dnes používanými axiomatickými systémy teorie množin.[zdroj?]
Naivní teorie množin se nezabývá přesnou definicí pojmu „množina“, „uspořádaná dvojice“ apod. a pracuje s nimi způsobem, který se učí na základních a středních školách.[zdroj?]
I přes použité slovo naivní je Cantorova teorie dostačující jako množinový základ pro většinu ostatních matematických disciplín[zdroj?] a bylo v ní dosaženo významných výsledků ve zkoumání vlastností nekonečných množin (Cantorova věta, kardinální aritmetika, transfinitní indukce), což byla Cantorova motivace pro její vytvoření.[zdroj?]
Tato teorie však uspokojivě neřeší způsob práce s „příliš velkými“ množinami[zdroj?] - viz například Russellův a Cantorův paradox.

## Axiomatická teorie množin
Axiomatická teorie množin je označení pro teorii, která formalizuje vlastnosti množin takovým způsobem, aby bylo možné pomocí množin zkonstruovat všechny matematické objekty, takže dokazatelná tvrzení této teorie budou přesně odpovídat všem platným matematickým výsledkům ze všech oblastí matematiky (algebra, diferenciální rovnice, geometrie, teorie pravděpodobnosti i všechny ostatní).[zdroj?]
Hlavní význam takových teorií je v tom, že staví na velmi solidní základ pojem "dokazatelné matematické tvrzení" a tedy poskytují užitečné vodítko při ověřování, zda nějaký matematický důkaz je korektní.[zdroj?]
Nejpoužívanější axiomatická teorie množin je jednak Zermelova-Fraenkelova teorie množin (značení ZF) a dále ZF s přidaným axiomem výběru (ta se značí ZF+AC nebo ZFC). ZFC je všeobecně uznávána jako teorie, která přesně popisuje platné matematické pravdy, tj. matematická věta je pokládána za pravdivou, právě když je dokazatelná v ZFC (dokazatelnost ovšem nelze snadno ověřit, neboť v každém okamžiku existuje mnoho pravdivých hypotéz, které ještě nebyly dokázány nebo ani vysloveny).[zdroj?] Dalšími axiomatickými systémy jsou
Von Neumannova-Bernaysova-Gödelova teorie množin a Kelleyova-Morseova teorie množin.
Aplikace Gödelových vět o neúplnosti na axiomatickou teorii množin přináší vhledy na podstatu a filosofii matematiky, neboť z ní vyplývá, že sebelepší axiomatika teorie množin bude vždy obsahovat nerozhodnutelná tvrzení[zdroj?] (množinu všech matematických pravd nelze popsat žádnou soustavou axiomů) a že pokud teorie, kterou chceme používat k popisu všech matematických pravd, je bezesporná, nelze tuto bezespornost dokázat.[zdroj?]

### Důvod vzniku
Axiomatická teorie množin vznikla v reakci na výše zmíněné rozpory v naivní teorii množin a staví dokazatelnost matematických pravd na pevný základ. Její hlavní přednosti oproti naivní teorii jsou tyto:
1. Neumožňuje Russelův paradox (a další paradoxy naivní teorie množin) tím, že velké souhrny objektů (například "souhrn všech množin") v ní nejsou pokládány za množiny, nýbrž jsou nazývány vlastními třídami a pracuje se s nimi jinak.[zdroj?]
2. Nepředpokládá nic kromě přesně vyjmenovaných axiomů (odtud název "axiomatická"). Ani tak samozřejmé skutečnosti, jako že existuje prázdná množina (nebo že k množinám a, b existuje i množina {a,b}) není dovoleno předpokládat, dokud to není dokázáno z axiomů anebo samo není axiomem.
Predikátová logika dává návod, jak prohledáváním nekonečného stromu ověřit dokazatelnost tvrzení z dané množiny axiomů. Existence soustavy axiomů, z nichž plyne každé matematické tvrzení, tedy umožňuje algoritmicky rozhodnout o pravdivosti jakékoli matematické hypotézy (tento algoritmus se nezastaví, pokud je tato hypotéza nerozhodnutelná z axiómů ZFC). To je sice v praxi nepoužitelné, protože počet větví stromu je astronomicky velký, ale přesto je ZFC užitečným vodítkem při diskuzi, zda nějaký argument lze nazvat platným matematickým důkazem.